# Cocquio-Trevisago
Cocquio-Trevisago es una localidad y comune italiana de la provincia de Varese, región de Lombardía, con 4.727 habitantes.

## Evolución demográfica
| Gráfica de evolución demográfica de Cocquio-Trevisago entre 1861 y 2001 |
|                                                                         |
| Fuente ISTAT - elaboración gráfica de Wikipedia                         |